# Каєтан Шептицький
Каєтан Шептицький власного гербу (пол. Kajetan Szeptycki; бл. 1740 — 2 листопада 1792, с. Якубовичі Муровані поблизу м. Люблін) — руський шляхтич, урядник Королівства Польського. Представник спольщеного українського роду Шептицьких.

## Життєпис
Батько — Франциск Шептицький, хорунжий летичівський (1734, матір — дружина батька, стольниківна гостинська Барбара Кросновська гербу Юноша, донька Александера.
Каєтан мав посаду люблінського каштеляна до 1791 року, коли подав у відставку. Не брав участі в Чотирирічному Сеймі, не підтримував Тарговицьку конфедерацію. У 1772 році подарував для Жидачівської чудотворної ікони Пресвятої Богородиці («Жидачівська Оранта») дві срібні позолочені корони, і позолочені та посріблені дерев'яні шати, які виготовили на його кошти.

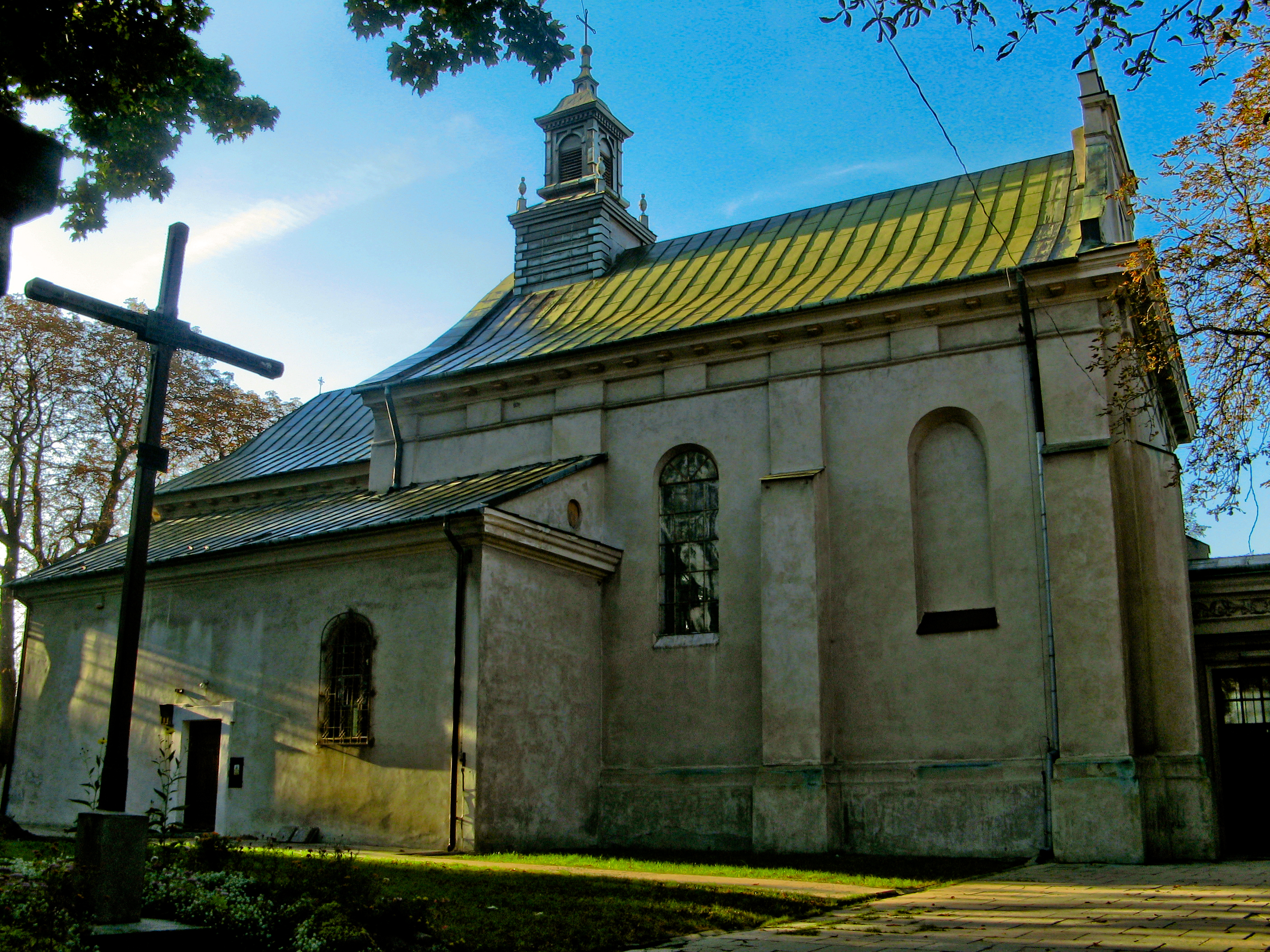
Церква (нині костел святого Миколая на Чвартку, Люблін), місце поховання Каєтана Шептицького

Його дружиною (зокрема, згадана у 1774 році) була Еуфемія Братошевська гербу Сулима, донька гостинського войського Яна і його дружини Маріанни Гурецької.
Був похований у крипті церкви (тепер костел святого Миколая на Чвартку, Люблін), про що свідчить збережена епітафія в храмі.